# Airborne Assault
Airborne Assault: Red Devils Over Arnhem est un jeu vidéo de type wargame développé par Panther Games et publié par Battlefront.com en 2002 sur PC. Il se déroule pendant la Seconde Guerre mondiale et simule, au niveau opérationnel, l’opération Market Garden en se focalisant sur les combats menés par la 1re division aéroportée britannique. Le jeu se déroule en temps réel, le joueur ayant néanmoins la possibilité de le mettre en pause à tout moment. Le joueur peut y commander les Allemands ou les Alliés lors d’une campagne, de quatorze scénarios  historiques ou de cinq scénarios fictifs. L’action prend place sur une carte en deux dimensions, utilisant des graphismes vectoriels, sur laquelle le joueur contrôle des unités de la taille d’une compagnie,. 

## Accueil
| Airborne Assault      |      |       |
| Média                 | Pays | Notes |
| Computer Gaming World | US   | 4/5   |
| GameSpot              | US   | 81 %  |
| Jeux Vidéo Magazine   | FR   | 16/20 |
| Jeuxvideo.com         | FR   | 17/20 |
| Joystick              | FR   | 6/10  |
| PC Gamer UK           | GB   | 76 %  |
| PC Team               | FR   | 82 %  |